# Гасанов, Фаик
Гасанов Фаик (азерб. Faiq Həsənov; род. 15 ноября 1940, Кировабад); — азербайджанский шахматист, международный арбитр и телеведущий. Он родился 13 апреля 1940 года в Гяндже, Азербайджанская ССР. За значительный вклад в развитие шахмат в Азербайджане Гасанов был награждён орденами «Слава» и «Честь (Шараф)»
.

## Карьера
С 1980 года Фаиг Гасанов является международным арбитром. Он судил Всемирные шахматные олимпиады, чемпионаты мира, Европы, командные первенства мира и другие значимые турниры. В 2016 году он был главным арбитром Шахматной Олимпиады в Баку.
С 1975 года Гасанов занимает пост вице-президента Федерации шахмат Азербайджана. Он также ведёт еженедельную программу «Шахматный клуб» на AzTV, которая выходит в эфир уже более 55 лет.

## Недавние достижения
- Орден «Честь» (13 апреля 2020 года) — за особые заслуги в развитии спортивной сферы в Азербайджанской Республике[3].
- Орден «Слава» (12 апреля 2000 года) — за заслуги в развитии азербайджанской шахматной школы[4].
- Почётный диплом Президента Азербайджанской Республики (12 апреля 2010 года) — за заслуги в развитии шахмат в Азербайджане[5].
- 20 сентября 2024 года Фаиг Гасанов был удостоен специальной награды Международной шахматной федерации (ФИДЕ) за вклад в развитие шахмат[6].